# 日進郵便局
日進郵便局（にっしんゆうびんきょく）
- 愛知県日進市にある郵便局。本記事にて記述する。
- 北海道名寄市にある郵便局。局番号は98046。

日進郵便局（にっしんゆうびんきょく）は、愛知県日進市にある郵便局。民営化前の分類では集配普通郵便局であった。

## 概要
- 住所：〒470-0199 愛知県日進市蟹甲町池下67-18

## 沿革
- 1930年（昭和5年）10月26日 - 開局。
- 1966年（昭和41年）8月27日 - 電話の加入および料金に関する簡易な事務を除く電話交換業務を、日進電話局に移管[1]。
- 1971年（昭和46年）10月20日 - 特定郵便局から普通郵便局に局種別改定。同日、電話の加入および料金に関する簡易な事務を天白電話局に移管。
- 1976年（昭和51年）6月1日 - 和文電報配達業務を瀬戸電報電話局に移管。
- 1982年（昭和57年）11月 - 局舎新築。
- 1996年（平成8年）7月1日 - 外国通貨の両替および旅行小切手の売買に関する業務取扱を開始。
- 2007年（平成19年）10月1日 - 民営化に伴い、併設された郵便事業日進支店に一部業務を移管。
- 2012年（平成24年）10月1日 - 日本郵便株式会社発足に伴い、郵便事業日進支店を日進郵便局に統合。

## 取扱内容
- 郵便、印紙、ゆうパック、内容証明
- 貯金、為替、振替、振込、国際送金、外貨両替・トラベラーズチェック、国債、投資信託
- 生命保険、バイク自賠責保険、自動車保険
- ゆうちょ銀行ATM
- 「470-01xx」区域（日進市および愛知郡東郷町のそれぞれ全域）の集配業務
- ゆうゆう窓口

## 周辺
- 日進市役所
- 日進市立図書館
- 日進市民会館
- 日進市スポーツセンター
- JAあいち尾東本店
- 天白川

## アクセス
- 名鉄豊田線 日進駅より徒歩で約26分。
- 日進市内巡回バス（くるりんばす）「市役所」停留所下車。
- 東名高速道路 東名三好ICから北西へ約7km、名古屋ICから南へ約7.5km、名古屋高速2号東山線 高針出入口から南東へ約6km。
- 愛知県道58号名古屋豊田線沿い。
- 駐車場あり：19台